# Epimedium youngianum
Epimedium youngianum là một loài thực vật có hoa trong họ Hoàng mộc. Loài này được Fisch. & C.A.Mey. mô tả khoa học đầu tiên năm 1846.